# Bošácká skupina
Bošácká skupina byla kulturní skupina v mladším eneolitu na západním Slovensku a východní Moravě (hlavně horní Nitra, Požitaví a svahy Bílých Karpat), ojediněle v jižním Polsku. Je charakteristická novými vzory na keramice (otisk šňůry, kolkování, slámování, voštinování) a sídly na strategických polohách (Ivanovce, Bánov), která jsou někdy i opevněná příkopy (Podolie).[zdroj⁠?!]
Bošácká skupina je pozdní fází badenské kultury. Ojedinělé doklady osídlení lidmi bošácké skupiny ve východních Čech byly nalezeny v Obědovicích a v Plotišti nad Labem.